# Rastko Stojković
Rastko Stojković, cyr. Растко Стојковић (ur. 12 lipca 1981 w Belgradzie) – serbski piłkarz ręczny, obrotowy, od 2014 zawodnik Mieszkowa Brześć.

## Kariera sportowa
Początkowo występował m.in. w jugosłowiańskim Partizanie Belgrad. W sezonie 2004/2005 zadebiutował w Lidze Mistrzów w barwach Crvenej zvezdy. W sezonie 2005/2006 występował w niemieckim VfL Pfullingen. W latach 2006–2009 był zawodnikiem HSG Nordhorn-Lingen, w barwach którego rozegrał w Bundeslidze 91 meczów i zdobył 298 goli. Z niemieckim klubem wywalczył w sezonie 2007/2008 Puchar EHF (zdobył w tych rozgrywkach 47 bramek i zajął 6. miejsce w klasyfikacji najlepszych strzelców).
W latach 2009–2013 był zawodnikiem Vive Kielce, z którym zdobył trzy mistrzostwa Polski i cztery puchary kraju. Występując w kieleckim klubie należał do czołowych strzelców polskiej ekstraklasy, m.in. w sezonie 2009/2010 rzucił w niej 186 bramek i zajął 2. miejsce w klasyfikacji najlepszych strzelców. W barwach Vive grał również w Lidze Mistrzów, w której w ciągu czterech sezonów zdobył 241 goli. W sezonie 2012/2013 zajął z kieleckim klubem 3. miejsce w LM – w decydującym o tej pozycji meczu z THW Kiel (31:30) rzucił osiem bramek. Z Vive odszedł w lipcu 2013 po tym, jak kielecki klub podpisał kontrakt z hiszpańskim obrotowym Julenem Aguinagalde.
W drugiej połowie 2013 występował w Crvenej zvezdzie i katarskim Al-Rajjan. Na początku 2014 został graczem Mieszkowa Brześć.
W 2011 wystąpił w mistrzostwach świata w Szwecji, podczas których rzucił 19 bramek w dziewięciu meczach. W 2012 wywalczył wicemistrzostwo Europy – w turnieju, który odbył się w Serbii, zagrał w ośmiu spotkaniach i zdobył dziewięć goli. W 2014 uczestniczył w mistrzostwach Europy w Danii, rzucając siedem bramek w trzech meczach.

## Sukcesy
HSG Nordhorn-Lingen
- Puchar EHF: 2007/2008
- 2. miejsce w Pucharze Zdobywców Pucharów: 2008/2009

Vive Kielce
- Mistrzostwo Polski: 2009/2010, 2011/2012, 2012/2013
- Puchar Polski: 2009/2010, 2010/2011, 2011/2012, 2012/2013
- 3. miejsce w Lidze Mistrzów: 2012/2013

Mieszkow Brześć
- Mistrzostwo Białorusi: 2013/2014, 2014/2015, 2015/2016
- Puchar Białorusi: 2014, 2015, 2016
- 2. miejsce w Lidze SEHA: 2013/2014, 2014/2015
- 3. miejsce w Lidze SEHA: 2016/2017

Reprezentacja Serbii
- 2. miejsce w mistrzostwach Europy: 2012

Indywidualne
- 2. miejsce w klasyfikacji najlepszych strzelców Pucharu Zdobywców Pucharów: 2008/2009 (rzucił 60 bramek; HSG Nordhorn-Lingen)[11]
- 2. miejsce w klasyfikacji najlepszych strzelców Ekstraklasy: 2009/2010 (rzucił 186 bramek; Vive Kielce)[4]
- 2. miejsce w klasyfikacji najlepszych strzelców Ligi SEHA: 2016/2017 (rzucił 106 bramek; Mieszkow Brześć)[12]
- 3. miejsce w klasyfikacji najlepszych strzelców Superligi: 2011/2012 (rzucił 154 bramki; Vive Kielce)[13]
- 3. miejsce w klasyfikacji najlepszych strzelców Ligi SEHA: 2015/2016 (rzucił 90 bramek; Mieszkow Brześć)[14]
- 5. miejsce w klasyfikacji najlepszych strzelców Ligi SEHA: 2014/2015 (rzucił 82 bramki; Mieszkow Brześć)[15]
- 6. miejsce w klasyfikacji najlepszych strzelców Pucharu EHF: 2007/2008 (rzucił 47 bramek; HSG Nordhorn-Lingen)[3]
- 6. miejsce w klasyfikacji najlepszych strzelców Ligi Mistrzów: 2009/2010 (rzucił 80 bramek; Vive Kielce)[16]
- Najlepszy obrotowy Final Four Ligi SEHA: 2013/2014[17], 2014/2015[18], 2015/2016[19] (Mieszkow Brześć)
- Najlepszy obrotowy Ligi SEHA: 2015/2016 (Mieszkow Brześć)[20], 2016/2017 (Mieszkow Brześć)[21]
- Najlepszy obrotowy Ligi Mistrzów: 2015/2016 (Mieszkow Brześć)[22]